# Q-Laguerrepolynom
Inom matematiken är q-Laguerrepolynomen eller generalisrade Stieltjes–Wigertpolynomen P(α)n(x;q) en q-analogi av Laguerrepolynomen introducerade av Daniel S. Moak 1981. De definieras som
{\displaystyle \displaystyle L_{n}^{(\alpha )}(x;q)={\frac {(q^{\alpha +1};q)_{n}}{(q;q)_{n}}}{}_{1}\phi _{1}(q^{-n};q^{\alpha +1};q,-q^{n+\alpha +1}x).}